# Service des transports de l'agglomération roannaise
Pour les articles homonymes, voir STAR.
Le Service des transports de l'agglomération roannaise, ou STAR, est un réseau de transport en commun urbain français centré sur la ville de Roanne, dans le département de la Loire. L'autorité organisatrice de transport urbain de ce réseau est Roannais Agglomération. Son exploitation est déléguée à la société Transdev Roanne filiale de Transdev.

## Présentation

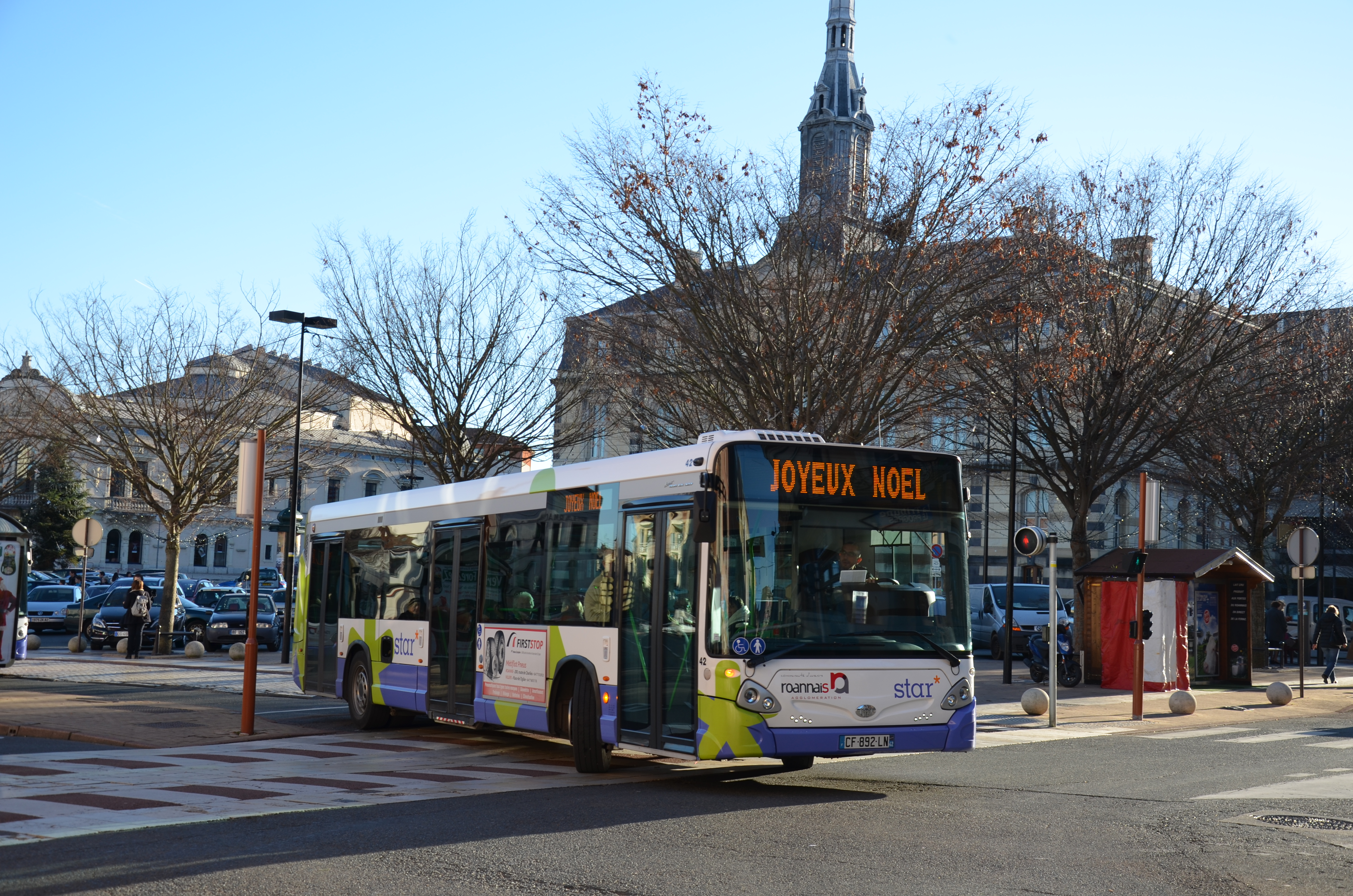
Heuliez GX 327 au départ de l'Hôtel de Ville.

Le réseau STAR dessert les 40 communes de Roannais Agglomération et la commune de La Gresle grâce à ses quatre lignes urbaines régulières, 6 lignes périurbaines et 3 lignes de transports à la demande.

## Historique

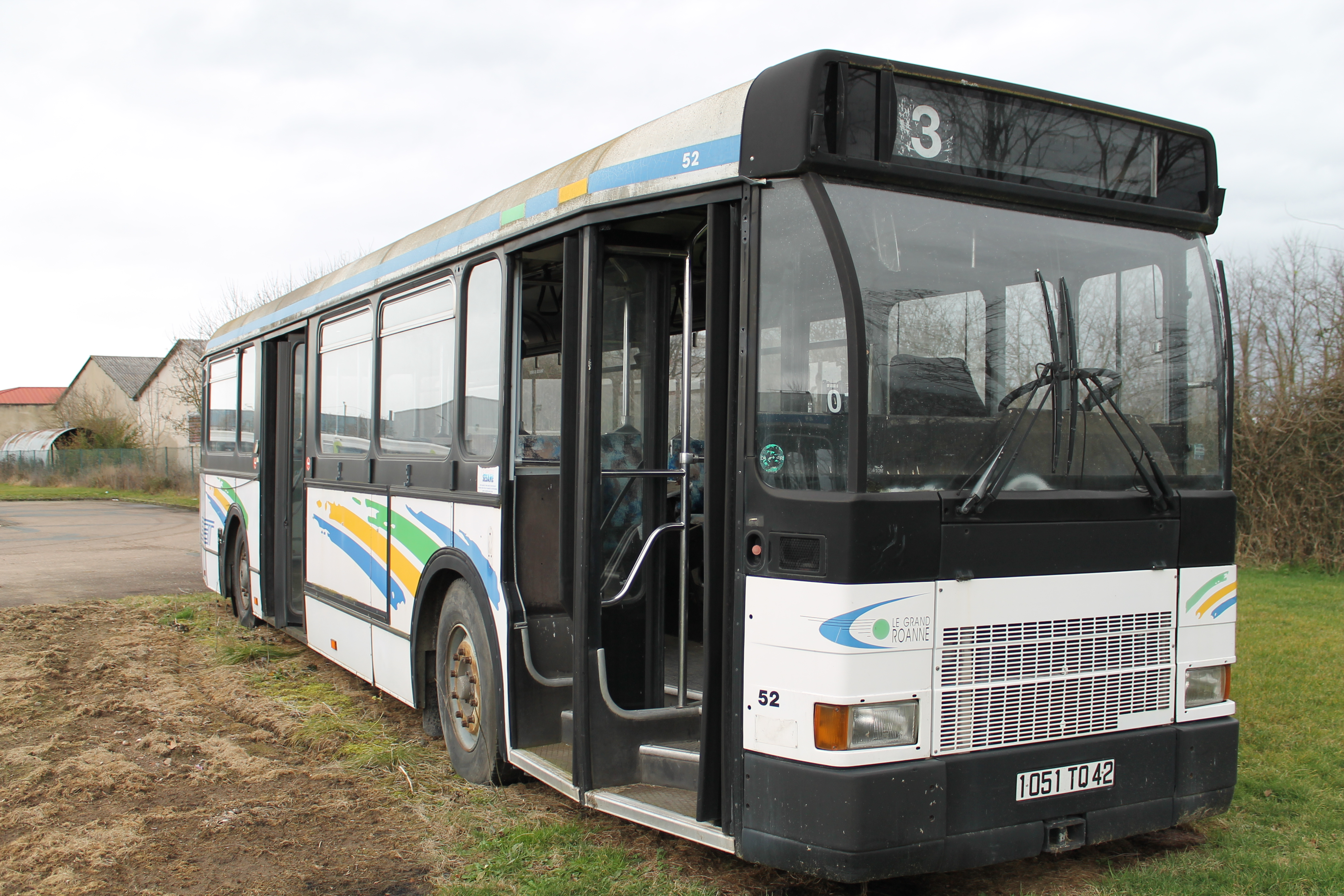
Un Renault SC10 R aux anciennes couleurs de Veolia Transport.

Le tramway de Roanne desservait la ville de 1901 à 1949.

### Les années 1980
Le Syndicat intercommunal des transports urbains de l'Agglomération Roannaise (SITUAR) est créé en 1980. Il est composé des communes de Le Coteau, Mably, Riorges et Roanne. Exploité par VIA-Transexel, ce réseau baptisé STAR remplace l'ancien réseau Transports urbains Roannais (TUR) exploité en régie.
Le réseau était alors composé, en 1982, de, :
- Quatre lignes régulières circulant tous les jours de 6h à 20h en semaine ; de 10h30 à 12h et de 14h à 19h le dimanche :
  - Ligne 1 : Mayollet ↔ Parc des sports / Bonvers (prolongement à certaines heures) ;
  - Ligne 2 : Le Fuyant ↔ Fontquentin ;
  - Ligne 3 : Les Canaux ↔ Mably - Les Stades / Mably - Bourg (prolongement à heures régulières) ;
  - Ligne 4 : Promenades ↔ Le Coteau - Gare SNCF / Les Plaines (prolongement à certaines heures) ;
- Deux navettes circulant à raison d'un aller et retour les mardi et vendredi matin :
  - Navette 1 : Riorges - Mairie ↔ Hôtel de ville ;
  - Navette 2 : Riorges - Beaucueil ↔ Hôtel de ville ;

Les lignes 5 à 7 sont progressivement ouvertes dans les années qui suivirent.

### Les années 1990
En 1992, le District remplace le SITUAR en tant qu'autorité organisatrice. Le réseau s'étend à la commune de Commelle-Vernay et de nombreuses améliorations sont effectués : Création de lignes scolaires, nouveau centre d'échanges et agence commerciale, nouveaux bus, gamme tarifaire élargie...

### Les années 2000
Le 2 septembre 2002, un nouveau réseau est mis en place : Composé de 7 lignes régulières, il est complété par un service de transport à la demande « Mobibus » pour la desserte des ZI de la Villette et de l'Arsenal.
En 2003, les lignes 1 et 4 fusionnent pour former la ligne 1 et la navette « Vitenville » est mise en place pour desservir le quartier Sampaix.

### Évolutions entre 2006 et 2013

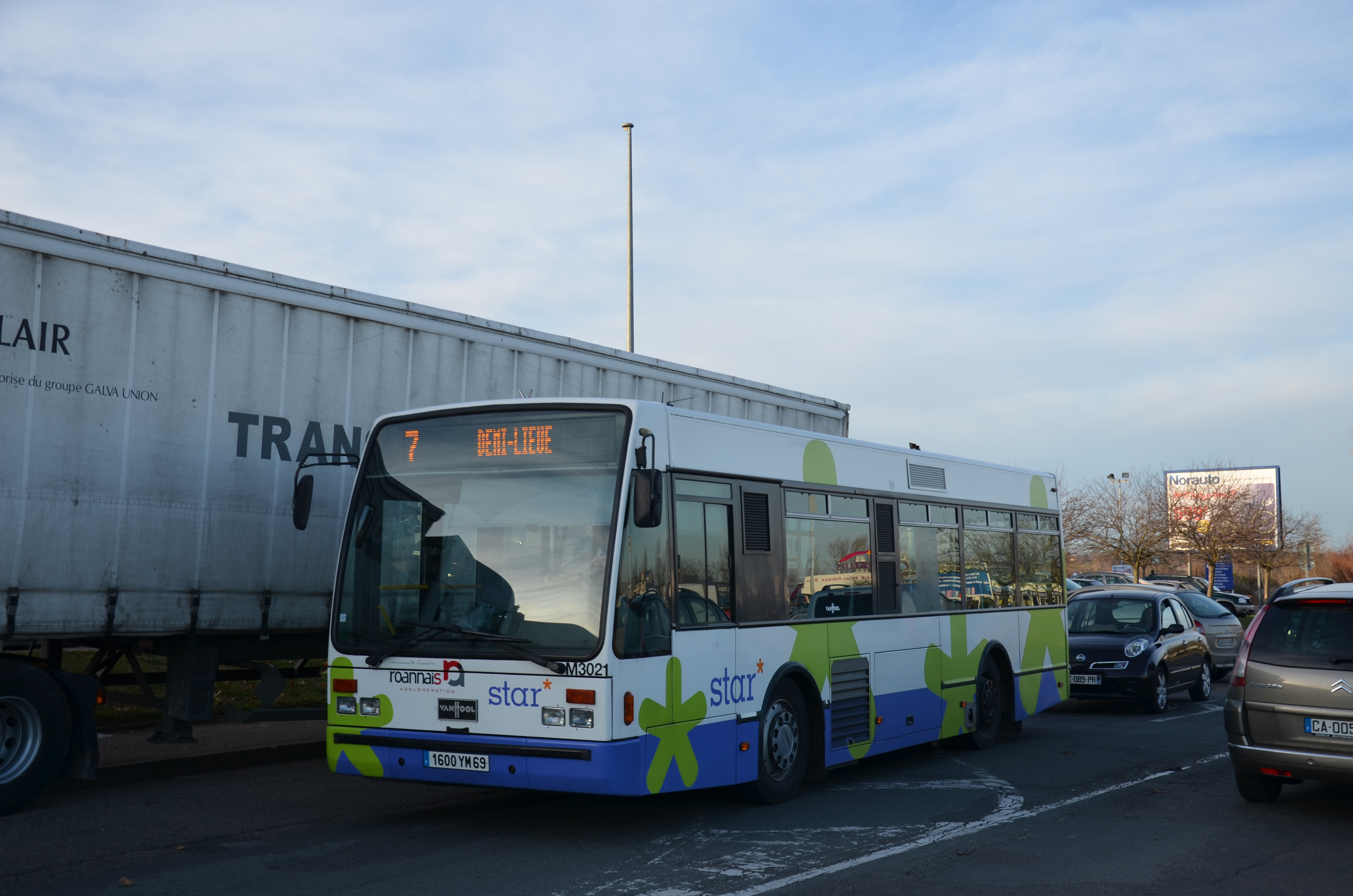
Van Hool A308 près de son terminus Demi-Lieue.

En 2006, la délégation de service public a été attribuée à Veolia Transport, en remplacement de Keolis.
Durant le dernier trimestre 2008, la ligne 1 a été modifiée pour desservir le nouvel hôpital et création du service Créabus Vitenville.
Depuis le 4 janvier 2010, les anciennes lignes dominicales A à E sont remplacées par les lignes 1, 2, 3 et 5 qui sont alors modifiées ce jour-là. Mise en place durant l'été 2010 du prolongement estival de la ligne 6 à Villerest Plage.

### Depuis septembre 2013: Vers une extension du réseau
Depuis le 1er septembre 2013, les lignes départementales TIL 202 à 205 sont gérées pour le compte de Roannais Agglomération et sont accessibles uniquement avec des titres de transport STAR.
À partir du 8 janvier 2014, le réseau s'étend sur 14 nouvelles communes grâce aux 10 nouvelles lignes « Proxy ». La mise en place des lignes s'effectuera jusqu'au 11 janvier inclus.
Le 1er septembre 2014, le réseau a été restructuré, avec une offre hiérarchisée :
- « City », les lignes urbaines composée de deux types de lignes :
  - Les lignes régulières 1 à 4 : Les lignes 1 à 3 correspondent aux lignes actuelles mais avec quelques modifications, la ligne 1 voit son trajet simplifié avec un trajet unique au Coteau et la ligne 2 voit son cadencement passer de 30 à 20 minutes. La ligne 4, cadencée à 40 minutes, remplace la ligne 5 entre Le Scarabée et Boulevard des Côtes puis tourne vers le Cimetière pour ensuite se diriger vers Demi-Lieue en lieu et place de la ligne 7 ;
  - Les lignes sur réservations A à F : Elles desservent les zones industrielles et commerciales ainsi que certains quartiers. Ces lignes remplacent les Créabus 4A/4B/4C et le Créabus Vitenville Sampaix, celui de Hoche est purement et simplement supprimé.
- « Péry », les lignes périurbaines 10 à 15 : Les lignes 10 et 11 remplacent les lignes 6 et 7 (amputée de sa partie nord), les lignes 12 à 15 remplacent les lignes départementales TIL 202 à 205 gérées par l'agglomération depuis septembre 2013.
- « Proxy », les lignes de proximité créées en janvier 2014, ces lignes seront inchangées.
- « Galaxy », le service sur réservation qui remplacera tôt le matin et tard le soir les lignes City, 10 et 11 depuis ou à destination de la Gare ou de l'Hôtel de Ville.
- « Festy », les navettes événementielles.

À partir du 6 novembre 2017, en raison d'un manque de fréquentation, les lignes Proxy 22, 23, 24, 25, 27, 28, 29 et 30 sont supprimées. Les lignes sur réservations A à F sont supprimées et remplacées par un service de transport à la demande en 3 zones : 
- Zone 1 : ZI la Villette (Entreprises de la ZI, Ateliers Solidaires, Déchèterie...)
- Zone 2 : ZAC/ZI le Coteau - Perreux - Parigny - EHPAD Perreux
- Zone 3 : ZI Arsenal - Bonvert (ZI arsenal, ZI Bonvert, Hôpital de Bonvert...)

## État de parc
Le parc de véhicules :
- Transdev Roanne :
  - 3 Renault Agora S (no 72, 73, 75)

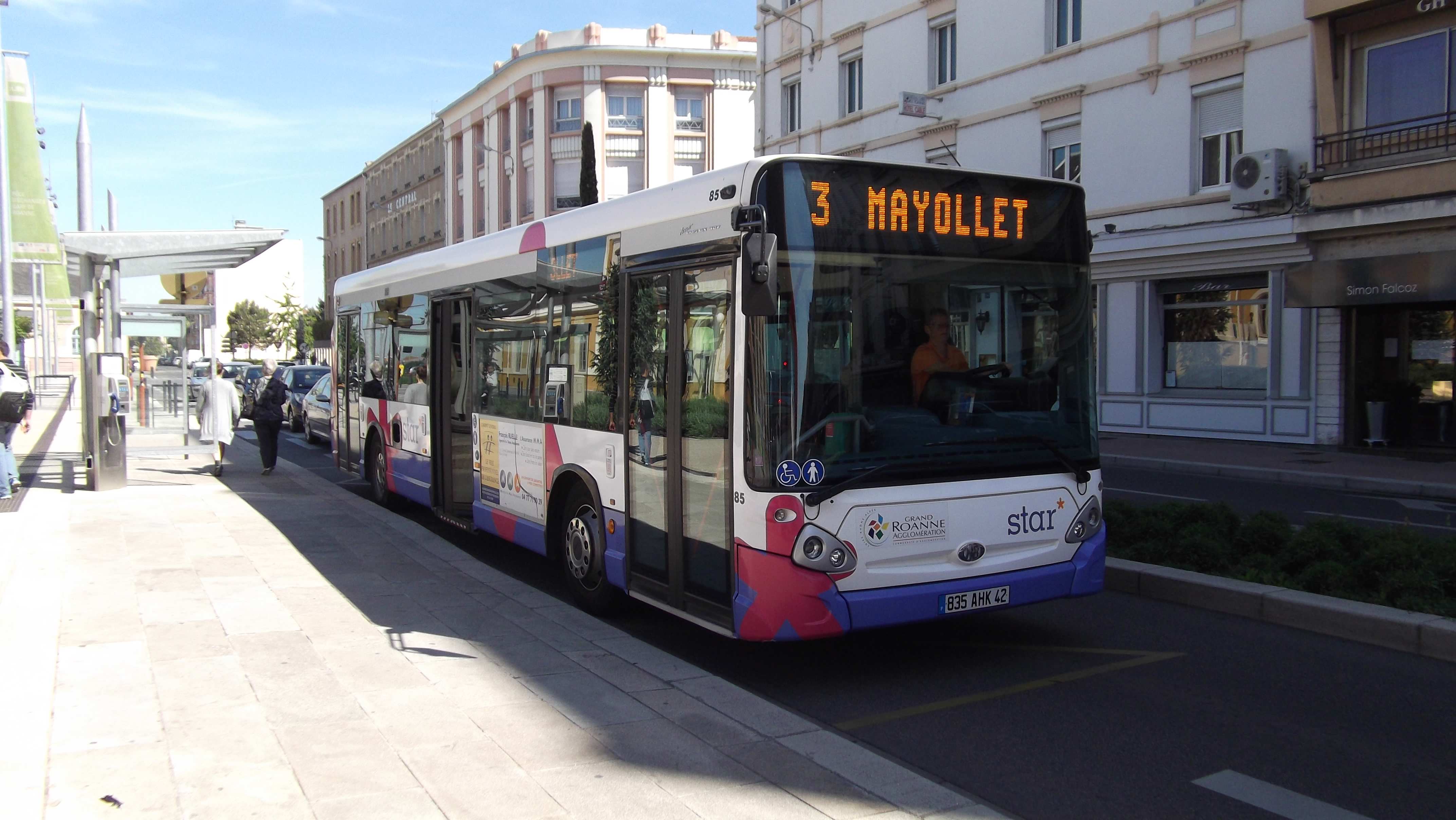
Heuliez GX 327 sur la ligne 3 à la Gare de Roanne.

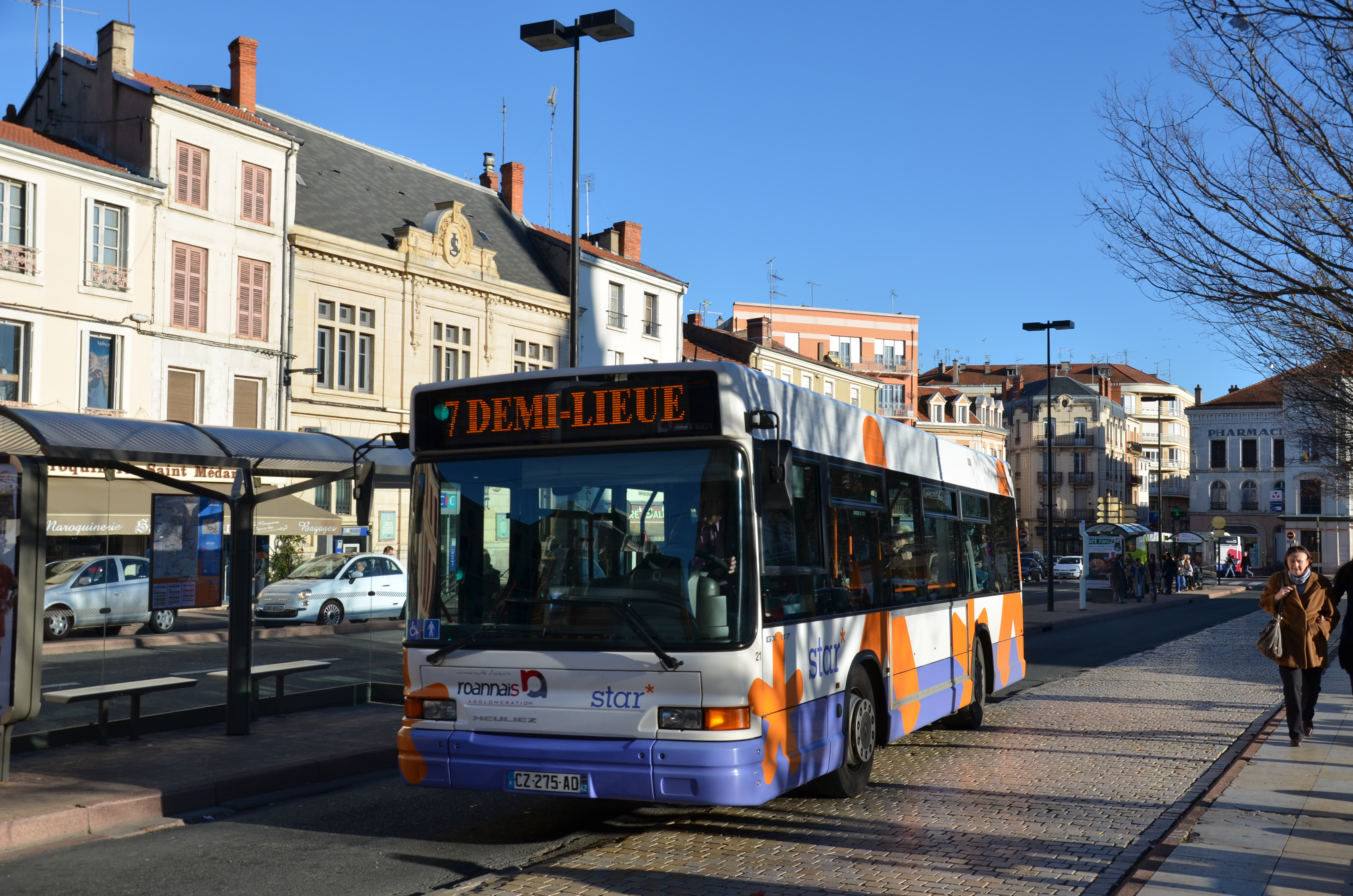
Heuliez GX 117 sur l'ancienne ligne 7 à l'Hôtel de Ville.

  - 4 Urbanway 12 donnés à SynchroBus(no 28 à 31)
  - 2 Irisbus Citelis 12 (no 76 et 77)
  - 13 Heuliez GX 327 (no 81 à 88 et 40 à 44)
  - 8 Heuliez GX 337 (no 45 à 54)
  - 9 GX 337 Linium Électrique (55 à 63)
  - 4 Heuliez GX 117 (no 20, 22 à 24)
  - 2 Heuliez GX 117 L (no 25 et 26)
  - 1 GX 127 (no 27)
  - 1 Durisotti Urbox (no 16) « Transport à la demande »
  - 2 Renault Master TPMR (no 10 et 12) « Service PMR »
  - 1 Mercedes Sprinter TPMR (no 14 ?) « Service PMR »
- Kéolis Planche :
  - 1 Heuliez GX 117 no 007014 (ex-Vichy ; bus de réserve de la ligne 11)
  - 1 Heuliez GX 127 no 087016 (ligne 11)
  - 1 Mercedes-Benz Citaro C1 no 093033 (ex-Keolis Drôme-Ardèche ; affecté aux services scolaires)
  - 1 Setra S 315 NF no 019078 (ex-SAP Vence ; bus de réserve des services scolaires)
  - Divers autocars (dont des Irisbus Axer) pour les lignes 12 à 15
- Cars Roannais :
  - Divers autocars pour les transports scolaires.
- Divers taxis 9 places pour les lignes « Proxy », les compagnies concernées sont inconnues.

## Le réseau depuis septembre 2014

### Présentation
Le 1er septembre 2014, le réseau STAR a été étendu à l'ensemble des 40 communes de Roannais Agglomération ainsi qu'à la commune de La Gresle. Les dessertes existantes ont été optimisées et complétées par de nouveaux services.

### Lignes «City»
Ces lignes, régulières, scolaires ou sur réservation, desservent les communes les plus urbanisées de l'agglomération : Mably, Le Coteau, Riorges et Roanne.

#### Lignes régulières
Les lignes principales du réseau.
| Ligne | Caractéristiques | Caractéristiques                                                 | Caractéristiques                                                 | Caractéristiques                                                 | Caractéristiques                                                 | Caractéristiques                                                 | Caractéristiques                                                 | Caractéristiques                                                 | Caractéristiques                                                 |
| 1     | Les Trois Ponts ⥋ Riorges - Collège | Les Trois Ponts ⥋ Riorges - Collège                              | Les Trois Ponts ⥋ Riorges - Collège                              | Les Trois Ponts ⥋ Riorges - Collège                              | Les Trois Ponts ⥋ Riorges - Collège                              | Les Trois Ponts ⥋ Riorges - Collège                              | Les Trois Ponts ⥋ Riorges - Collège                              | Les Trois Ponts ⥋ Riorges - Collège                              | Les Trois Ponts ⥋ Riorges - Collège                              |
| ----- | --- | ---------------------------------------------------------------- | ---------------------------------------------------------------- | ---------------------------------------------------------------- | ---------------------------------------------------------------- | ---------------------------------------------------------------- | ---------------------------------------------------------------- | ---------------------------------------------------------------- | ---------------------------------------------------------------- |
| 1     | Ouverture / Fermeture 1er septembre 2014 / — | Longueur —                                                       | Durée 45 min                                                     | Nb. d’arrêts 37 (43)                                             | Matériel —                                                       | Jours de fonctionnement L, Ma, Me, J, V, S, D                    | Jour / Soir / Nuit / Fêtes O / N / N / O                         | Voy. / an —                                                      | Transporteur Transdev Roanne                                     |
| 1     | Desserte : - Villes et lieux desservis : Roanne et Riorges. - Gares desservies : Gare de Roanne. |                                                                  |                                                                  |                                                                  |                                                                  |                                                                  |                                                                  |                                                                  |                                                                  |
| 1     | Autre : - Particularités : La ligne fonctionne du lundi au vendredi de 6 h 13 à 19 h 53, le samedi de 6 h 30 à 20 h 33 et les dimanches et fêtes de 9 h 23 à 19 h 3, avec un service sur réservation entre 14 h et 18 h. Du lundi au vendredi en période scolaire, 5 à 6 départs sont ajoutés à titre de renfort scolaire avec un trajet légèrement modifié par le Palais des Sports au lieu de l'hôpital. La ligne est cadencée avec une fréquence moyenne de 20 minutes. - Date de dernière mise à jour : 16 janvier 2019. |                                                                  |                                                                  |                                                                  |                                                                  |                                                                  |                                                                  |                                                                  |                                                                  |
| 1     | Dernière actualisation : — |                                                                  |                                                                  |                                                                  |                                                                  |                                                                  |                                                                  |                                                                  |                                                                  |
| 2     | Mably — Tuileries ⥋ Le Coteau - Plaines ou Perreux - ZAC Perreux | Mably — Tuileries ⥋ Le Coteau - Plaines ou Perreux - ZAC Perreux | Mably — Tuileries ⥋ Le Coteau - Plaines ou Perreux - ZAC Perreux | Mably — Tuileries ⥋ Le Coteau - Plaines ou Perreux - ZAC Perreux | Mably — Tuileries ⥋ Le Coteau - Plaines ou Perreux - ZAC Perreux | Mably — Tuileries ⥋ Le Coteau - Plaines ou Perreux - ZAC Perreux | Mably — Tuileries ⥋ Le Coteau - Plaines ou Perreux - ZAC Perreux | Mably — Tuileries ⥋ Le Coteau - Plaines ou Perreux - ZAC Perreux | Mably — Tuileries ⥋ Le Coteau - Plaines ou Perreux - ZAC Perreux |
| 2     | Ouverture / Fermeture 1er septembre 2014 / — | Longueur —                                                       | Durée 50 minutes min                                             | Nb. d’arrêts 49 (54)                                             | Matériel —                                                       | Jours de fonctionnement L, Ma, Me, J, V, S, D                    | Jour / Soir / Nuit / Fêtes O / N / N / O                         | Voy. / an —                                                      | Transporteur Transdev Roanne                                     |
| 2     | Desserte : - Villes et lieux desservis : Mably, Roanne et Le Coteau. - Gares desservies : Gare de Roanne. |                                                                  |                                                                  |                                                                  |                                                                  |                                                                  |                                                                  |                                                                  |                                                                  |
| 2     | Autre : - Particularités : La ligne fonctionne du lundi au vendredi de 6 h 9 à 19 h 58, le samedi de 6 h 29 à 20 h 38 et les dimanches et fêtes de 9 h 23 à 19 h 3, avec un service sur réservation entre 14 h et 18 h. Du lundi au vendredi en période scolaire, 2 départs sont ajoutés à titre de renfort scolaire. La ligne est cadencée avec une fréquence moyenne de 20 minutes. - Date de dernière mise à jour : 16 janvier 2019.                                                                                      |                                                                  |                                                                  |                                                                  |                                                                  |                                                                  |                                                                  |                                                                  |                                                                  |
| 2     | Dernière actualisation : — |                                                                  |                                                                  |                                                                  |                                                                  |                                                                  |                                                                  |                                                                  |                                                                  |
| 3     | Mably — Bourg ⥋ Mayollet | Mably — Bourg ⥋ Mayollet                                         | Mably — Bourg ⥋ Mayollet                                         | Mably — Bourg ⥋ Mayollet                                         | Mably — Bourg ⥋ Mayollet                                         | Mably — Bourg ⥋ Mayollet                                         | Mably — Bourg ⥋ Mayollet                                         | Mably — Bourg ⥋ Mayollet                                         | Mably — Bourg ⥋ Mayollet                                         |
| 3     | Ouverture / Fermeture 1er septembre 2014 / — | Longueur —                                                       | Durée 42 minutes min                                             | Nb. d’arrêts 34 (37)                                             | Matériel —                                                       | Jours de fonctionnement L, Ma, Me, J, V, S, D                    | Jour / Soir / Nuit / Fêtes O / N / N / O                         | Voy. / an —                                                      | Transporteur Transdev Roanne                                     |
| 3     | Desserte : - Villes et lieux desservis : Mably et Roanne. - Gares desservies : Gare de Roanne. |                                                                  |                                                                  |                                                                  |                                                                  |                                                                  |                                                                  |                                                                  |                                                                  |
| 3     | Autre : - Particularités : La ligne fonctionne du lundi au vendredi de 6 h 8 à 19 h 56, le samedi de 6 h 31 à 20 h 37 et les dimanches et fêtes de 9 h 22 à 18 h 53, avec un service sur réservation entre 14 h et 18 h. Du lundi au vendredi en période scolaire, 3 départs sont ajoutés à titre de renfort scolaire. La ligne est cadencée avec une fréquence moyenne de 20 minutes. - Date de dernière mise à jour : 16 janvier 2019.                                                                                     |                                                                  |                                                                  |                                                                  |                                                                  |                                                                  |                                                                  |                                                                  |                                                                  |
| 3     | Dernière actualisation : — |                                                                  |                                                                  |                                                                  |                                                                  |                                                                  |                                                                  |                                                                  |                                                                  |
| 4     | Le Scarabée ⥋ Valmy | Le Scarabée ⥋ Valmy                                              | Le Scarabée ⥋ Valmy                                              | Le Scarabée ⥋ Valmy                                              | Le Scarabée ⥋ Valmy                                              | Le Scarabée ⥋ Valmy                                              | Le Scarabée ⥋ Valmy                                              | Le Scarabée ⥋ Valmy                                              | Le Scarabée ⥋ Valmy                                              |
| 4     | Ouverture / Fermeture 1er septembre 2014 / — | Longueur —                                                       | Durée 20 minutes min                                             | Nb. d’arrêts 35 (36)                                             | Matériel —                                                       | Jours de fonctionnement L, Ma, Me, J, V                          | Jour / Soir / Nuit / Fêtes O / N / N / O                         | Voy. / an —                                                      | Transporteur Transdev Roanne                                     |
| 4     | Desserte : - Villes et lieux desservis : Mably, Roanne et Riorges. - Gares desservies : Gare de Roanne. |                                                                  |                                                                  |                                                                  |                                                                  |                                                                  |                                                                  |                                                                  |                                                                  |
| 4     | Autre : - Particularités : La ligne fonctionne du lundi au vendredi de 6 h 55 à 19 h 35. Le samedi de 9 h 29 à 18 h 17 avec une réservation entre 18 h 59 en direction du Scarabée. La ligne est cadencée avec une fréquence moyenne de 40 minutes. - Date de dernière mise à jour : 16 janvier 2019. |                                                                  |                                                                  |                                                                  |                                                                  |                                                                  |                                                                  |                                                                  |                                                                  |
| 4     | Dernière actualisation : — |                                                                  |                                                                  |                                                                  |                                                                  |                                                                  |                                                                  |                                                                  |                                                                  |

### Transport sur réservation
Flexy est le service sur réservation qui remplace les lignes A à F. Le trajet s'adapte en fonction de la demande des voyageurs. De plus, les horaires ont été construits pour être en correspondance avec les lignes City du réseau Star.
Ces lignes sur réservation desservent les zones industrielles et commerciales, ainsi que la desserte de certains quartiers peu peuplés.
Il existe 3 zones de desserte :
- ZI la Villette (Entreprises de la ZI, Ateliers Solidaires, Déchèterie...) ;
- ZAC/ZI le Coteau - Perreux - Parigny - EHPAD Perreux ;
- ZI Arsenal - Bonvert (ZI arsenal, ZI Bonvert, Hôpital de Bonvert...).

#### Navettes scolaires
Ces lignes assurent la desserte des établissements scolaires. Les lignes scolaires des 36 autres communes de l'agglomération ne font pas partie du réseau STAR.

### Lignes «Péry»
Les lignes reliant les communes périphériques et moins denses de l'agglomération au centre de Roanne.
| Ligne | Caractéristiques | Caractéristiques | Caractéristiques | Caractéristiques | Caractéristiques | Caractéristiques | Caractéristiques | Caractéristiques | Caractéristiques |
| 10    | Hôtel de Ville - Louis Flandre services scolaires ⥋ Villerest — Bourg (Villerest — Plage en période estivale | Hôtel de Ville - Louis Flandre services scolaires ⥋ Villerest — Bourg (Villerest — Plage en période estivale           | Hôtel de Ville - Louis Flandre services scolaires ⥋ Villerest — Bourg (Villerest — Plage en période estivale           | Hôtel de Ville - Louis Flandre services scolaires ⥋ Villerest — Bourg (Villerest — Plage en période estivale           | Hôtel de Ville - Louis Flandre services scolaires ⥋ Villerest — Bourg (Villerest — Plage en période estivale           | Hôtel de Ville - Louis Flandre services scolaires ⥋ Villerest — Bourg (Villerest — Plage en période estivale           | Hôtel de Ville - Louis Flandre services scolaires ⥋ Villerest — Bourg (Villerest — Plage en période estivale           | Hôtel de Ville - Louis Flandre services scolaires ⥋ Villerest — Bourg (Villerest — Plage en période estivale           | Hôtel de Ville - Louis Flandre services scolaires ⥋ Villerest — Bourg (Villerest — Plage en période estivale           |
| ----- | --- | --- | --- | --- | --- | --- | --- | --- | --- |
| 10    | Ouverture / Fermeture 1er septembre 2014 / — | Longueur — | Durée 20 min | Nb. d’arrêts 34 à 40                                                                                                   | Matériel — | Jours de fonctionnement L, Ma, Me, J, V, S                                                                             | Jour / Soir / Nuit / Fêtes O / N / N / N                                                                               | Voy. / an — | Transporteurs Transdev Roanne Keolis Planche                                                                           |
| 10    | Desserte : - Villes et lieux desservis : Roanne et Villerest. - Gares desservies : Aucune. | | | | | | | | |
| 10    | Autre : - Particularités : La ligne fonctionne du lundi au vendredi de 7 h 1 à 19 h 17 avec quelques réservations dans la journée. Le samedi de 7 h 17 à 18 h 38 avec deux à quatre horaires sur réservation. En heures de pointe en semaine en période scolaire, la ligne est prolongée jusqu'à Louis Flandre et en période estivale, la ligne dessert la plage de Villerest avec un service assurée tous les jours sur la base des horaires du samedi. - Date de dernière mise à jour : 16 janvier 2019. | | | | | | | | |
| 10    | Dernière actualisation : — | | | | | | | | |
| 11    | Hôtel de Ville - Louis Flandre services scolaires ⥋ Commelle-Vernay - Clinique des Monts du Forez | Hôtel de Ville - Louis Flandre services scolaires ⥋ Commelle-Vernay - Clinique des Monts du Forez                      | Hôtel de Ville - Louis Flandre services scolaires ⥋ Commelle-Vernay - Clinique des Monts du Forez                      | Hôtel de Ville - Louis Flandre services scolaires ⥋ Commelle-Vernay - Clinique des Monts du Forez                      | Hôtel de Ville - Louis Flandre services scolaires ⥋ Commelle-Vernay - Clinique des Monts du Forez                      | Hôtel de Ville - Louis Flandre services scolaires ⥋ Commelle-Vernay - Clinique des Monts du Forez                      | Hôtel de Ville - Louis Flandre services scolaires ⥋ Commelle-Vernay - Clinique des Monts du Forez                      | Hôtel de Ville - Louis Flandre services scolaires ⥋ Commelle-Vernay - Clinique des Monts du Forez                      | Hôtel de Ville - Louis Flandre services scolaires ⥋ Commelle-Vernay - Clinique des Monts du Forez                      |
| 11    | Ouverture / Fermeture 1er septembre 2014 / — | Longueur — | Durée 24 à 41 min | Nb. d’arrêts 29 (36)                                                                                                   | Matériel — | Jours de fonctionnement L, Ma, Me, J, V, S                                                                             | Jour / Soir / Nuit / Fêtes O / N / N / N                                                                               | Voy. / an — | Transporteurs Transdev Roanne Keolis Planche                                                                           |
| 11    | Desserte : - Villes et lieux desservis : Roanne, Le Coteau et Commelle-Vernay. - Gares desservies : Gare de Roanne et Gare du Coteau. | | | | | | | | |
| 11    | Autre : - Particularités : La ligne fonctionne du lundi au vendredi de 7 h 0 à 18 h 44 avec quelques réservations dans la journée. Le samedi de 7 h 17 à 18 h 40 avec deux à quatre horaires sur réservation. En heures de pointe en semaine en période scolaire, la ligne est prolongée jusqu'à Louis Flandre. - Date de dernière mise à jour : 16 janvier 2019. | | | | | | | | |
| 11    | Dernière actualisation : — | | | | | | | | |
| 12    | Roanne — Gare Routière (Mayollet services scolaires) ⥋ Saint-Martin-d'Estreaux — Place de la Bascule | Roanne — Gare Routière (Mayollet services scolaires) ⥋ Saint-Martin-d'Estreaux — Place de la Bascule                   | Roanne — Gare Routière (Mayollet services scolaires) ⥋ Saint-Martin-d'Estreaux — Place de la Bascule                   | Roanne — Gare Routière (Mayollet services scolaires) ⥋ Saint-Martin-d'Estreaux — Place de la Bascule                   | Roanne — Gare Routière (Mayollet services scolaires) ⥋ Saint-Martin-d'Estreaux — Place de la Bascule                   | Roanne — Gare Routière (Mayollet services scolaires) ⥋ Saint-Martin-d'Estreaux — Place de la Bascule                   | Roanne — Gare Routière (Mayollet services scolaires) ⥋ Saint-Martin-d'Estreaux — Place de la Bascule                   | Roanne — Gare Routière (Mayollet services scolaires) ⥋ Saint-Martin-d'Estreaux — Place de la Bascule                   | Roanne — Gare Routière (Mayollet services scolaires) ⥋ Saint-Martin-d'Estreaux — Place de la Bascule                   |
| 12    | Ouverture / Fermeture 1er septembre 2014 / — | Longueur — | Durée 50 à 1h02 min | Nb. d’arrêts 44 | Matériel — | Jours de fonctionnement L, Ma, Me, J, V, S                                                                             | Jour / Soir / Nuit / Fêtes O / N / N / N                                                                               | Voy. / an — | Transporteur Keolis Planche                                                                                            |
| 12    | Desserte : - Villes et lieux desservis : Roanne, Riorges, Mably, Saint-Romain-la-Motte, Saint-Germain-Lespinasse, Saint-Forgeux-Lespinasse, Changy, La Pacaudière et Saint-Martin-d'Estreaux. - Gares desservies : Gare de Roanne. | | | | | | | | |
| 12    | Autre : - Particularités : La ligne fonctionne du lundi au vendredi de 6 h 15 à 19 h 10 et le samedi à raison de deux départs par sens entre 8 h et 18 h 5. En période scolaire et à destination de Roanne, la ligne est prolongée une fois par jour au terminus Mayollet. - Date de dernière mise à jour : 16 janvier 2019. | | | | | | | | |
| 12    | Dernière actualisation : — | | | | | | | | |
| 13    | Roanne — Lycée Carnot Roanne — Déportés ⥋ Ambierle — Place Martyrs de Vingré | Roanne — Lycée Carnot Roanne — Déportés ⥋ Ambierle — Place Martyrs de Vingré                                           | Roanne — Lycée Carnot Roanne — Déportés ⥋ Ambierle — Place Martyrs de Vingré                                           | Roanne — Lycée Carnot Roanne — Déportés ⥋ Ambierle — Place Martyrs de Vingré                                           | Roanne — Lycée Carnot Roanne — Déportés ⥋ Ambierle — Place Martyrs de Vingré                                           | Roanne — Lycée Carnot Roanne — Déportés ⥋ Ambierle — Place Martyrs de Vingré                                           | Roanne — Lycée Carnot Roanne — Déportés ⥋ Ambierle — Place Martyrs de Vingré                                           | Roanne — Lycée Carnot Roanne — Déportés ⥋ Ambierle — Place Martyrs de Vingré                                           | Roanne — Lycée Carnot Roanne — Déportés ⥋ Ambierle — Place Martyrs de Vingré                                           |
| 13    | Ouverture / Fermeture 1er septembre 2014 / — | Longueur — | Durée 45 min | Nb. d’arrêts 30 | Matériel — | Jours de fonctionnement L, Ma, Me, J, V, S                                                                             | Jour / Soir / Nuit / Fêtes O / N / N / N                                                                               | Voy. / an — | Transporteur Keolis Planche                                                                                            |
| 13    | Desserte : - Villes et lieux desservis : Roanne, Riorges, Saint-Léger-sur-Roanne, Pouilly-les-Nonains, Renaison, Saint-Haon-le-Châtel, Saint-Haon-le-Vieux et Ambierle. - Gares desservies : Gare de Roanne. | | | | | | | | |
| 13    | Autre : - Particularités : La ligne fonctionne du lundi au vendredi de 7 h à 19 h 5 et le samedi à raison de deux départs par sens entre 9 h et 17 h 45. - Date de dernière mise à jour : 16 janvier 2019. | | | | | | | | |
| 13    | Dernière actualisation : — | | | | | | | | |
| 14    | Roanne — Gare Routière ⥋ Montagny — Chez Parcelly | Roanne — Gare Routière ⥋ Montagny — Chez Parcelly                                                                      | Roanne — Gare Routière ⥋ Montagny — Chez Parcelly                                                                      | Roanne — Gare Routière ⥋ Montagny — Chez Parcelly                                                                      | Roanne — Gare Routière ⥋ Montagny — Chez Parcelly                                                                      | Roanne — Gare Routière ⥋ Montagny — Chez Parcelly                                                                      | Roanne — Gare Routière ⥋ Montagny — Chez Parcelly                                                                      | Roanne — Gare Routière ⥋ Montagny — Chez Parcelly                                                                      | Roanne — Gare Routière ⥋ Montagny — Chez Parcelly                                                                      |
| 14    | Ouverture / Fermeture 1er septembre 2014 / — | Longueur — | Durée 47 min | Nb. d’arrêts 26 | Matériel — | Jours de fonctionnement L, Ma, Me, J, V, S                                                                             | Jour / Soir / Nuit / Fêtes O / N / N / N                                                                               | Voy. / an — | Transporteur Keolis Planche Transdev Rhône-Alpes                                                                       |
| 14    | Desserte : - Villes et lieux desservis : Roanne, Le Coteau, Perreux, Montagny. - Gares desservies : Gare de Roanne et Gare de Roanne. | | | | | | | | |
| 14    | Autre : - Particularités : La ligne fonctionne du lundi au vendredi de 6 h 53 à 19 h 17 et le samedi à raison de deux départs par sens entre 8 h 40 et 17 h 51. - Date de dernière mise à jour : 16 janvier 2019. | | | | | | | | |
| 14    | Dernière actualisation : — | | | | | | | | |
| 15    | Roanne — Lycée Carnot Roanne — Déportés ⥋ Saint-Alban-les-Eaux — Les Quatre Routes Saint-Alban-les-Eaux — Le Grand Pré | Roanne — Lycée Carnot Roanne — Déportés ⥋ Saint-Alban-les-Eaux — Les Quatre Routes Saint-Alban-les-Eaux — Le Grand Pré | Roanne — Lycée Carnot Roanne — Déportés ⥋ Saint-Alban-les-Eaux — Les Quatre Routes Saint-Alban-les-Eaux — Le Grand Pré | Roanne — Lycée Carnot Roanne — Déportés ⥋ Saint-Alban-les-Eaux — Les Quatre Routes Saint-Alban-les-Eaux — Le Grand Pré | Roanne — Lycée Carnot Roanne — Déportés ⥋ Saint-Alban-les-Eaux — Les Quatre Routes Saint-Alban-les-Eaux — Le Grand Pré | Roanne — Lycée Carnot Roanne — Déportés ⥋ Saint-Alban-les-Eaux — Les Quatre Routes Saint-Alban-les-Eaux — Le Grand Pré | Roanne — Lycée Carnot Roanne — Déportés ⥋ Saint-Alban-les-Eaux — Les Quatre Routes Saint-Alban-les-Eaux — Le Grand Pré | Roanne — Lycée Carnot Roanne — Déportés ⥋ Saint-Alban-les-Eaux — Les Quatre Routes Saint-Alban-les-Eaux — Le Grand Pré | Roanne — Lycée Carnot Roanne — Déportés ⥋ Saint-Alban-les-Eaux — Les Quatre Routes Saint-Alban-les-Eaux — Le Grand Pré |
| 15    | Ouverture / Fermeture 1er septembre 2014 / — | Longueur — | Durée 50 min | Nb. d’arrêts 30 | Matériel — | Jours de fonctionnement L, Ma, Me, J, V, S                                                                             | Jour / Soir / Nuit / Fêtes O / N / N / N                                                                               | Voy. / an — | Transporteur Keolis Planche                                                                                            |
| 15    | Desserte : - Villes et lieux desservis : Roanne, Riorges, Saint-Léger-sur-Roanne, Pouilly-les-Nonains, Saint-André-d'Apchon et Saint-Alban-les-Eaux. - Gares desservies : Gare de Roanne. | | | | | | | | |
| 15    | Autre : - Particularités : La ligne fonctionne du lundi au vendredi de 7 h 5 à 18 h 30 et le samedi à raison de deux à trois départs par sens entre 9 h 15 et 18 h 10. - Date de dernière mise à jour : 16 janvier 2018. | | | | | | | | |
| 15    | Dernière actualisation : — | | | | | | | | |

### Lignes «Proxy»
Ces lignes, circulant à raison de 1 à 2 service(s) régulier(s) et un service sur réservation par semaine, relient les communes les plus excentrées aux communes plus denses les plus proches, principalement pour la desserte du marché.
| Ligne | Caractéristiques | Caractéristiques                                     | Caractéristiques                                     | Caractéristiques                                     | Caractéristiques                                     | Caractéristiques                                     | Caractéristiques                                     | Caractéristiques                                     | Caractéristiques                                     |
| 20    | Roanne — Pôle d'Echange SNCF ⥋ Coutouvre — Coutouvre | Roanne — Pôle d'Echange SNCF ⥋ Coutouvre — Coutouvre | Roanne — Pôle d'Echange SNCF ⥋ Coutouvre — Coutouvre | Roanne — Pôle d'Echange SNCF ⥋ Coutouvre — Coutouvre | Roanne — Pôle d'Echange SNCF ⥋ Coutouvre — Coutouvre | Roanne — Pôle d'Echange SNCF ⥋ Coutouvre — Coutouvre | Roanne — Pôle d'Echange SNCF ⥋ Coutouvre — Coutouvre | Roanne — Pôle d'Echange SNCF ⥋ Coutouvre — Coutouvre | Roanne — Pôle d'Echange SNCF ⥋ Coutouvre — Coutouvre |
| ----- | --- | ---------------------------------------------------- | ---------------------------------------------------- | ---------------------------------------------------- | ---------------------------------------------------- | ---------------------------------------------------- | ---------------------------------------------------- | ---------------------------------------------------- | ---------------------------------------------------- |
| 20    | Ouverture / Fermeture 10 janvier 2014 / — | Longueur —                                           | Durée 25 min                                         | Nb. d’arrêts 10                                      | Matériel —                                           | Jours de fonctionnement Me, V, S                     | Jour / Soir / Nuit / Fêtes O / N / N / N             | Voy. / an —                                          | Transporteur Taxis                                   |
| 20    | Desserte : - Villes et lieux desservis : Roanne et Coutouvre. - Gares desservies : Gare de Roanne.                                                                                                 |                                                      |                                                      |                                                      |                                                      |                                                      |                                                      |                                                      |                                                      |
| 20    | Autre : - Particularités : La ligne fonctionne les mercredis, vendredis et samedis dont les samedis sur réservation et départ un mercredi sur 3. - Date de dernière mise à jour : 16 janvier 2019. |                                                      |                                                      |                                                      |                                                      |                                                      |                                                      |                                                      |                                                      |
| 20    | Dernière actualisation : — |                                                      |                                                      |                                                      |                                                      |                                                      |                                                      |                                                      |                                                      |
| 21    | Saint-Rirand — Bourg ⥋ Renaison — Petite Gare | Saint-Rirand — Bourg ⥋ Renaison — Petite Gare        | Saint-Rirand — Bourg ⥋ Renaison — Petite Gare        | Saint-Rirand — Bourg ⥋ Renaison — Petite Gare        | Saint-Rirand — Bourg ⥋ Renaison — Petite Gare        | Saint-Rirand — Bourg ⥋ Renaison — Petite Gare        | Saint-Rirand — Bourg ⥋ Renaison — Petite Gare        | Saint-Rirand — Bourg ⥋ Renaison — Petite Gare        | Saint-Rirand — Bourg ⥋ Renaison — Petite Gare        |
| 21    | Ouverture / Fermeture 8 janvier 2014 / — | Longueur —                                           | Durée 20 min                                         | Nb. d’arrêts 6                                       | Matériel —                                           | Jours de fonctionnement S                            | Jour / Soir / Nuit / Fêtes O / N / N / N             | Voy. / an —                                          | Transporteur Taxis                                   |
| 21    | Desserte : - Villes et lieux desservis : Saint-Rirand, Les Noës et Renaison. - Gares desservies : Aucune.                                                                                          |                                                      |                                                      |                                                      |                                                      |                                                      |                                                      |                                                      |                                                      |
| 21    | Autre : - Particularités : La ligne fonctionne les samedis à raison d'un à 9h15 et 12h05. - Date de dernière mise à jour : 16 janvier 2019.                                                        |                                                      |                                                      |                                                      |                                                      |                                                      |                                                      |                                                      |                                                      |
| 21    | Dernière actualisation : — |                                                      |                                                      |                                                      |                                                      |                                                      |                                                      |                                                      |                                                      |
| 26    | Noailly — Bourg ⥋ Mably — Demi-Lieue | Noailly — Bourg ⥋ Mably — Demi-Lieue                 | Noailly — Bourg ⥋ Mably — Demi-Lieue                 | Noailly — Bourg ⥋ Mably — Demi-Lieue                 | Noailly — Bourg ⥋ Mably — Demi-Lieue                 | Noailly — Bourg ⥋ Mably — Demi-Lieue                 | Noailly — Bourg ⥋ Mably — Demi-Lieue                 | Noailly — Bourg ⥋ Mably — Demi-Lieue                 | Noailly — Bourg ⥋ Mably — Demi-Lieue                 |
| 26    | Ouverture / Fermeture 11 janvier 2014 / — | Longueur —                                           | Durée 20 min                                         | Nb. d’arrêts 5                                       | Matériel —                                           | Jours de fonctionnement S                            | Jour / Soir / Nuit / Fêtes O / N / N / N             | Voy. / an —                                          | Transporteur Taxis                                   |
| 26    | Desserte : - Villes et lieux desservis : Noailly et Mably. - Gares desservies : Aucune. |                                                      |                                                      |                                                      |                                                      |                                                      |                                                      |                                                      |                                                      |
| 26    | Autre : - Particularités : La ligne fonctionne les jeudis et samedis sur réservation. - Date de dernière mise à jour : 16 janvier 2019.                                                            |                                                      |                                                      |                                                      |                                                      |                                                      |                                                      |                                                      |                                                      |
| 26    | Dernière actualisation : — |                                                      |                                                      |                                                      |                                                      |                                                      |                                                      |                                                      |                                                      |

### Service «Galaxy»
Tôt le matin et tard le soir, afin d'effectuer la correspondance avec les premiers et derniers TER, le service Galaxy permet de se déplacer, au départ ou à destination des arrêts Gare SNCF et Hôtel de Ville vers ou depuis l'ensemble des arrêts des lignes « City » et des lignes 10 et 11 sur réservation.

### Lignes «Festy»
Ces lignes spéciales permettent de se rendre aux concerts à la salle de spectacle « Le Scarabée », aux matchs de la Chorale Roanne Basket et à d'autres événements.

## Ancien réseau jusqu'au 31 août 2014

### Lignes principales
| Ligne | Tracés                                                  | Période               | Exploitant      |
| ----- | ------------------------------------------------------- | --------------------- | --------------- |
| 1     | Bonvert (Terminus du dimanche) / Le Parc ↔ Le Coteau ZI | L, Ma, Me, J, V, S, D | Transdev Roanne |
| 2     | Mably Tuileries ↔ Riorges Collège                       | L, Ma, Me, J, V, S, D | Transdev Roanne |
| 3     | Mably Bourg ↔ Mayollet                                  | L, Ma, Me, J, V, S, D | Transdev Roanne |

### Lignes secondaires

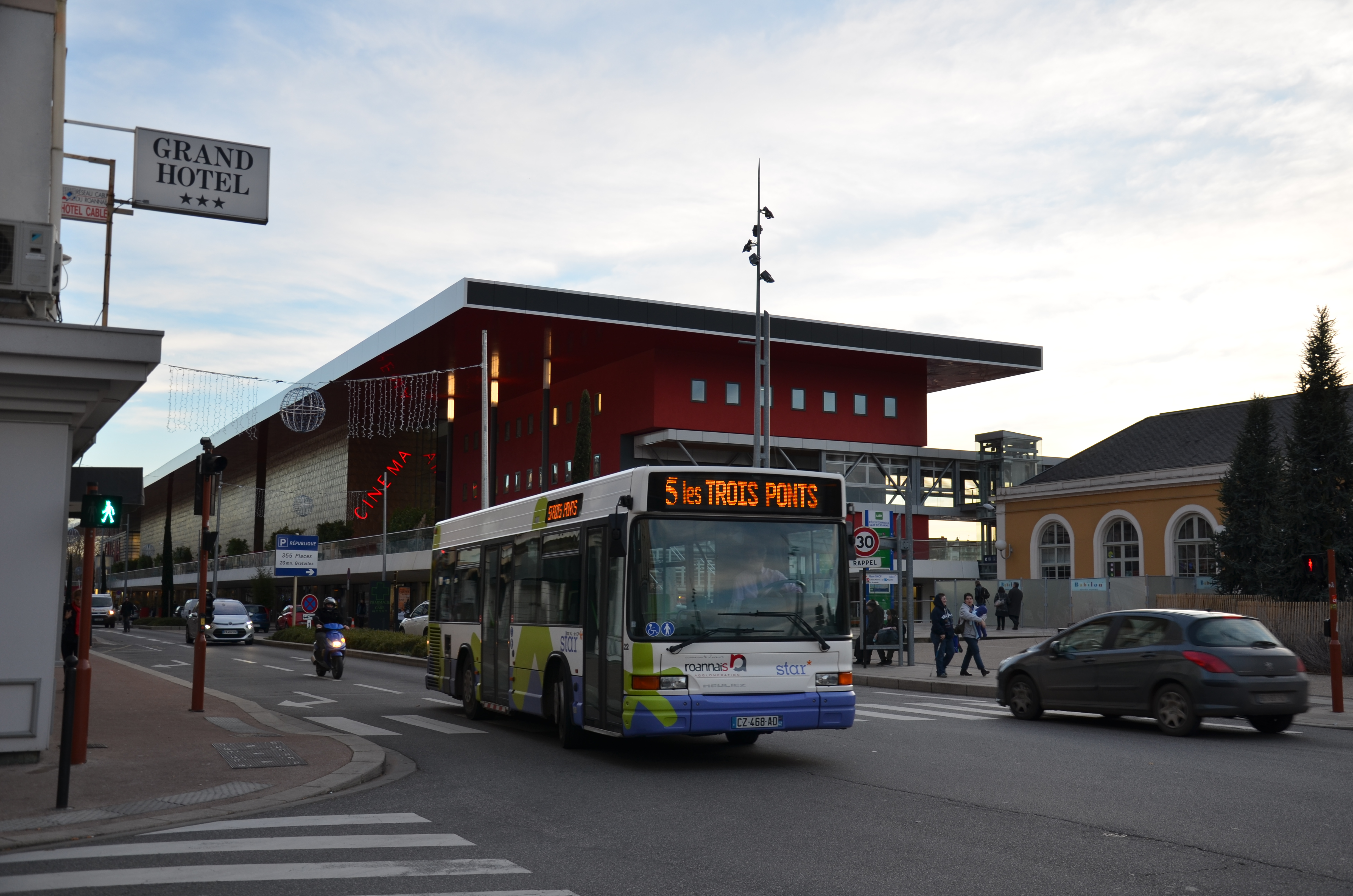
L'ancienne ligne 5, devant la Gare SNCF avec un Heuliez GX 117.

| Ligne | Tracés                                                             | Période               | Exploitant                     |
| ----- | ------------------------------------------------------------------ | --------------------- | ------------------------------ |
| 5     | Les Trois Ponts ↔ Le Scarabée                                      | L, Ma, Me, J, V, S, D | Transdev Roanne                |
| 6     | Louis Flandre - Hôtel de Ville ↔ Villerest Bourg - Villerest Plage | L, Ma, Me, J, V, S    | Transdev Roanne Keolis Planche |
| 7     | Demi-Lieue ↔ Clinique des Monts du Forez                           | L, Ma, Me, J, V, S    | Transdev Roanne Keolis Planche |

### Lignes de proximité «Proxy»
Lignes régulières ou sur réservation en fonction des heures ou des jours. Ces lignes ont été reconduites avec le nouveau réseau.
| Ligne | Tracés                                                                 | Période  | Exploitant             |
| ----- | ---------------------------------------------------------------------- | -------- | ---------------------- |
| 20    | Roanne - Pôle d'Echange SNCF ↔ Coutouvre                               | Me, V, S | Roannais Agglomération |
| 21    | Saint-Rirand - Bourg ↔ Renaison - Petite Gare                          | S        | Roannais Agglomération |
| 22    | Sail-les-Bains - École ↔ Saint-Martin-d'Estreaux - Place de la Bascule | J, S     | Roannais Agglomération |
| 24    | Le Crozet - Bourg ↔ La Pacaudière - Petit Louvre                       | Me, S    | Roannais Agglomération |
| 25    | Arcon - Renaissance ↔ Renaison - Place du Marché                       | S        | Roannais Agglomération |
| 26    | Noailly - Bourg ↔ Mably Tuileries                                      | S        | Roannais Agglomération |
| 27    | Vivans - RD 41 ↔ La Pacaudière - Petit Louvre                          | Me, S    | Roannais Agglomération |
| 28    | Notre-Dame-de-Boisset - Marvallin ↔ Le Coteau Gare                     | Me, S    | Roannais Agglomération |
| 29    | Combre - Église ↔ Montagny - Bourg                                     | S        | Roannais Agglomération |
| 30    | Urbise - École ↔ La Pacaudière - Petit Louvre                          | Me, S    | Roannais Agglomération |

### Navettes scolaires
| Ligne | Tracés                        | Période         | Exploitant        |
| ----- | ----------------------------- | --------------- | ----------------- |
| STAR  | La Rivoire ↔ Riorges Collège  | L, Ma, Me, J, V | Les Cars Roannais |
| STAR  | La Chapelle ↔ Riorges Collège | L, Ma, Me, J, V | Les Cars Roannais |

| Ligne | Tracés                          | Période         | Exploitant        |
| ----- | ------------------------------- | --------------- | ----------------- |
| STAR  | Mably Tuileries ↔ Mably Collège | L, Ma, Me, J, V | Les Cars Roannais |
| STAR  | Charlie Chaplin ↔ Mably Collège | L, Ma, Me, J, V | Les Cars Roannais |

| Ligne | Tracé                                      | Période         | Exploitant        |
| ----- | ------------------------------------------ | --------------- | ----------------- |
| STAR  | Hauts du Roy ↔ Collège Jean de la Fontaine | L, Ma, Me, J, V | Les Cars Roannais |

| Circuits | Tracés                                                                 | Période         | Exploitant |
| -------- | ---------------------------------------------------------------------- | --------------- | ---------- |
| A        | Hôtel de Ville ↔ Commelle - Bourg de Commelle / Parigny - Bas de Rhins | L, Ma, Me, J, V | Aquilon    |
| B1       | Promenades ↔ Commelle - Bourg de Commelle                              | L, Ma, Me, J, V | Aquilon    |
| B2       | Promenades ↔ Commelle - Cabinet Médical                                | L, Ma, Me, J, V | Aquilon    |

### Transport à la demande «Créabus»

Logotype de Créabus

Créabus était un service de transport à la demande mis en place par Véolia Transport.

#### Créabus Ligne 4
| Ligne | Tracé                                             | Période            | Exploitant |
| ----- | ------------------------------------------------- | ------------------ | ---------- |
| 4A    | Hôtel de Ville ↔ desserte Z.A. de la Villette     | L, Ma, Me, J, V, S | Véolia     |
| 4B    | Hôtel de Ville ↔ desserte Z.A. de la Demi-Lieue   | L, Ma, Me, J, V, S | Véolia     |
| 4C    | Hôtel de Ville ↔ desserte de l'hôpital de Bonvert | L, Ma, Me, J, V, S | Véolia     |

#### Créabus Lignes 6 et 7
Le samedi et l'été du lundi au vendredi, les premiers et derniers trajets des lignes 6 et 7 étaient sur réservation.

#### Créabus Vitenville
Du lundi au samedi, les quartiers Sampaix et Hoche étaient desservis par le Créabus.

#### Créabus PMR
Créabus PMR était le service de Transport de Personnes à Mobilité Réduite du STAR. Il fonctionnait du lundi au samedi.

## Données financières
Siren : 482 917 580
Chiffre d'affaires 2017 : 7 483 900 €
Résultat net 2017 : 348 900 €
Effectif 2017 : 90